# Crosby (Minnesota)
Crosby es una ciudad ubicada en el condado de Crow Wing en el estado estadounidense de Minnesota. En el Censo de 2010 tenía una población de 2386 habitantes y una densidad poblacional de 247,38 personas por km².

## Geografía
Crosby se encuentra ubicada en las coordenadas 46°29′36″N 93°56′45″O / 46.49333, -93.94583. Según la Oficina del Censo de los Estados Unidos, Crosby tiene una superficie total de 9.65 km², de la cual 7.94 km² corresponden a tierra firme y (17.67%) 1.7 km² es agua.

## Demografía
Según el censo de 2010, había 2386 personas residiendo en Crosby. La densidad de población era de 247,38 hab./km². De los 2386 habitantes, Crosby estaba compuesto por el 96.31% blancos, el 0.42% eran afroamericanos, el 1.09% eran amerindios, el 0.59% eran asiáticos, el 0% eran isleños del Pacífico, el 0.08% eran de otras razas y el 1.51% pertenecían a dos o más razas. Del total de la población el 1.3% eran hispanos o latinos de cualquier raza.